# Bartłomiej Nizioł
Bartłomiej Nizioł, noto anche con lo pseudonimo di Bartek (Stettino, 1º febbraio 1974), è un violinista polacco.

## Biografia
Ha iniziato lo studio del violino all'età di cinque anni e Durante il periodo scolastico è stato borsista del Fondo Nazionale per l'Infanzia. Si è diplomato all'Accademia di Musica di Poznań nella classe di violino di Jadwiga Kaliszewska. Si è quindi perfezionato sotto la supervisione del prof. Pierre Amoyal al Conservatorio di Losanna. Ha partecipato a masterclass di violino in Polonia e all'estero organizzate da Zachar Bron, Michael Frischenschlager, Mauricio Fuks e Ruggiero Ricci. Ha vinto numerosi prestigiosi concorsi violinistici internazionali: a Lublino nel 1988, ad Adelaide e al Concorso Internazionale di Violino Henryk Wieniawski di Poznań nel 1991, a Pretoria nel 1992, e al
Concorso Marguerite Long-Jacques Thibaud a Parigi nel 1993. Nel 1992 ha conseguito la medaglia d'oro all'Eurovision Young Musicians, tenutosi in quell'occasione a Bruxelles.
Vive a Zurigo dal 1995. Nel 1997-2003 è stato vice primo violino dell'Orchestra della Tonhalle di Zurigo e dal 1997 primo violino della locale Opera Orchestra. È anche il Primo violino del Quartetto Stradivari, formatosi nel 2007, in cui tutti i musicisti suonano gli strumenti di Antonio Stradivari. È stato giurato del Concorso Internazionale di Violino Henryk Wieniawski a Poznań e vicepresidente della locale Music Society Henryk Wieniawski. Dal settembre 2008 è professore di violino presso la Hochschule der Künste di Berna.
L'artista si è esibito con successo in numerosi festival in Europa, Asia e Americhe. Si è esibito a Parigi (Salle Pleyel), Londra (Barbican Centre), Berlino (Filarmonica), Vienna (Wiener Konzerthaus), Mosca (Conservatorio di musica) e Tokyo (Suntory Hall). Ha collaborato con Yehudi Menuhin, Jan Krenz, Marek Janowski, David Zinman, Heinrich Schiff, Grzegorz Nowak, Jacek Kaspszyk, Andrey Boreyko, Yoav Talmi, Philippe Entremont e ha collaborato come solista con un gran numero di orchestre internazionali.
Ha registrato per etichette come DUX, CD Accord, REM e Sonoris, ricevendo nomination e premi (due volte - nel 1996 e nel 2005 - il premio dell'industria fonografica FRYDERYK per le opere di Henryk Wieniawski e Grażyna Bacewicz per DUX Recordings). Nel 2007 ha registrato tutte le Sonate per violino solo di Eugène Ysaÿe.
Bartek Niziol suona un violino del 1727 di Giuseppe Guarnieri del Gesù.

## Discografia
- 1996: Henryk Wieniawski: Concerti per violino e orchestra n. 1 (Piotr Pławner) e n. 2 (Bartłomiej Nizioł), Sinfonia Varsovia diretta da Grzegorz Nowak, CD Accord, PolyGram Polska ACD 024, 456 087-2
- 1996: Henryk Wieniawski, Musiche per violino e pianoforte, pianoforte Waldemar Malicki, DUX Recording Producers DUX 0253
- 2002: AA.VV.: Polish Violin Duos (musiche polacche per due violini), con Jarosław Pietrzak violino, DUX Recording Producers DUX 0398
- 2010: Bohuslav Martinů, Musica da camera, Agata Igras-Sawicka flauto, Bartłomiej Nizioł violino, Marcin Zdunik violoncello, Mariusz Rutkowski pianoforte, DUX Recording Producers DUX 0768
- 2016: Zygmunt Stojowski: Concerto per violino in Sol minore Op 22, Romanza Op 20, Henryk Wieniawski: Fantaisie Brillante Sur Des Motifs De l'opéra Faust de Charles Gounod, Orchestra Sinfonica Scozzese della BBC diretta da Łukasz Borowicz, Hyperion CDA68102
- 2017: Mieczysław Karłowicz: Musiche per violino e orchestra (op. 8, 11, 13), Philharmonic Symphony Orchestra In Szczecin diretta da Łukasz Borowicz, DUX Recording Producers DUX 1377
- 2017: Eduard Nápravník, Piano Trios Op. 24 & 62; Mélancolie, Spyros Piano Trio, Bartek Niziol vl, Denis Severin vcl, Tatiana Korsunskaya pf, MDG Scene MDG 903 1996-6
- 2019: Krzysztof Penderecki, Concerto Doppio; Concert Per Viola (chittara); Concerto Grosso No. 2, Polish Sinfonia Iuventus Orchestra diretta da Maciej Tworek DUX Recording Producers DUX 1537